# بنبروك
بنبروك (بالإنجليزية: Benbrook)‏ هي مدينة أمريكية تقع في ولاية تكساس.تبلغ مساحة هذه المدينة 31.6 (كم²)،ويبلغ عدد سكانها 21234 نسمة حسب إحصاء سنة 2010 م.